# Tezu
Tezu (anche Teju o Teju Basha) è una suddivisione dell'India, classificata come census town, capoluogo del distretto di Lohit, nello stato federato dell'Arunachal Pradesh. In base al numero di abitanti la città rientra nella classe 
IV (da 10.000 a 19.999 persone).

## Geografia fisica
La città è situata a 27° 55' 0 N e 96° 10' 0 E e ha un'altitudine di 184 m s.l.m..

## Società

### Evoluzione demografica
Al censimento del 2011 la popolazione di Tezu assommava a 18 184 persone, delle quali 9 743 maschi e 8 441 femmine. I bambini di età inferiore o uguale ai sei anni assommavano a 2.184.